# Hoi Long
Hoi Long (1984) es una deportista macaense que compitió en triatlón. Ganó una medalla de bronce en los Juegos Asiáticos de 2018 en la prueba femenina individual.

## Palmarés internacional
| Juegos Asiáticos | Juegos Asiáticos      | Juegos Asiáticos  | Juegos Asiáticos |
| Año              | Lugar                 | Medalla           | Prueba           |
| ---------------- | --------------------- | ----------------- | ---------------- |
| 2018             | Palembang (Indonesia) | Medalla de bronce | Individual       |